# Hallowed Be Thy Name
A Hallowed Be Thy Name az Iron Maiden brit heavy metal együttes 1982-es The Number of the Beast című albumán megjelent dala, a műfaj egyik klasszikus alkotása. A dalszövegben egy halálraítélt utolsó perceit és utolsó gondolatait írja le Steve Harris egyes szám első személyben. A dal címe idézet a Miatyánk imádságból: „Szenteltessék meg a Te neved”. A dalban két gitárszóló van, az elsőt Dave Murray, a másodikat Adrian Smith játssza. Smith 1990-es távozása óta a második szólót Janick Gers játssza a koncerteken, annak ellenére is, hogy Smith 1999-ben visszatért a csapatba.
A Hallowed Be Thy Name egészen 2012-ig minden Iron Maiden turnén a koncertprogram része volt. Kislemezen először a dal 1993-ban Moszkvában felvett koncertváltozatát adták ki, amely Bruce Dickinson utolsó hivatalos kiadványa volt az Iron Maiden énekeseként, miután még abban az évben kilépett a zenekarból. Az A Real Dead One koncertalbumot felvezető Hallowed Be Thy Name kislemez a brit slágerlistán a 9. helyig jutott.
2005-ben az Iron Maiden rögzítette a dal egy alternatív változatát a BBC Radio 1 számára, amely később a The Reincarnation of Benjamin Breeg kislemez B-oldalára is felkerült. A brit Metal Hammer magazin olvasói 2017-ben az Iron Maiden legjobb dalának szavazták meg a Hallowed Be Thy Name-t.

## Plágiumügy
A Hallowed Be Thy Name utolsó két versszakát Steve Harris az egyik gyerekkori kedvence, a Beckett együttes Life’s Shadow című dalának szövegéből emelte át. A Beckett-dal szerzői Robert Barton és Brian Ingham 2017-ben keresetet nyújtottak be az Iron Maiden ellen, mert állításuk szerint engedély nélkül használták fel a Life’s Shadow daluk részleteit nem csak a Hallowed Be Thy Name, de a 2000-ben megjelent The Nomad című dalban is. Steve Harris szerint évekkel korábban megállapodtak Bartonnal a szerzői jogokról, de szerzőtársa nem vett részt az egyezségben. Az ügy tisztázásáig az Iron Maiden kivette koncertprogramjából a Hallowed Be Thy Name-t.

## Feldolgozások
- A Cradle of Filth brit black metal zenekar 1998-as Cruelty and the Beast című albumának limitált kiadására dolgozta fel a dalt Hallowed Be Thy Name (Shallow Be My Grave) címen.[6] A Cradle of Filth verziója 2002-ben felkerült az Iron Maiden feldolgozásokat tartalmazó A Tribute to the Beast válogatásalbumra is.[7]
- Az Iced Earth amerikai heavy metal zenekar 2002-ben adta ki a Tribute to the Gods című válogatásalbumát, melyen különböző zenekarok dalait dolgozták fel, köztük az Iron Maidentől a Hallowed Be Thy Name-t.[8] A következő évben A Tribute to the Beast Vol. 2 válogatásalbumra is felkerült az Iced Earth verziója.[9]
- A Dream Theater amerikai progresszív metal együttes 2002. október 24-i párizsi koncertjén a The Number of the Beast album összes dalát előadta élőben, köztük a Hallowed Be Thy Name-t. A koncert teljes felvétele 2005-ben került kiadásra.[10]
- Az amerikai Machine Head együttes 2007-ben dolgozta fel a dalt.[11]

## 1993-as kislemez
A Hallowed Be Thy Name kislemez a A Real Dead One koncertalbum felvezetéseként jelent meg 1993. október 4-én. A dal felvétele 1993. június 4-én készült a moszkvai Olimpiai Arénában az Iron Maiden Bruce Dickinson énekest búcsúztató világkörüli turnéján. A 7"-es kislemezváltozat B-oldalára a szintén ennek a turnénak a keretében Helsinkiben rögzített Wrathchild koncertfelvétele került.
A kislemez három hetet töltött a brit slágerlistán, ahol a 9. helyig jutott. A borítón a The Number of the Beast album grafikájáról ismerős ördögfigura látható, aki lángok és fekete füst közepette háromágú villájával átdöfi Bruce Dickinson énekest. Az ördög arca Eddie-vé alakult át, így a zenekart szimbolizálja.
7" kislemez
1. Hallowed Be Thy Name (Live at Olympic Arena, Moscow, 1993. június 4.) (Steve Harris) – 7:26
2. Wrathchild (Live at Isshallen, Helsinki, 1992. augusztus 27.) (Harris) – 2:55

12" kislemez
1. Hallowed Be Thy Name (Live at Olympic Arena, Moscow, 1993. június 4.) (Harris) – 7:26
2. The Trooper (Live at Isshallen, Helsinki, 1992. augusztus 27.) (Harris) – 3:53
3. Wasted Years (Live at Stadthalle, Bremen, 1993. április 16.) (Adrian Smith) – 4:42

CD single
1. Hallowed Be Thy Name (Live at Olympic Arena, Moscow, 1993. június 4.) (Harris) – 7:26
2. The Trooper (Live at Isshallen, Helsinki, 1992. augusztus 27.) (Harris) – 3:53
3. Wasted Years (Live at Stadthalle, Bremen, 1993. április 16.) (Smith) – 4:42
4. Wrathchild (Live at Isshallen, Helsinki, 1992. augusztus 27.) (Harris) – 2:55

## Közreműködők
- Bruce Dickinson – ének
- Dave Murray – gitár
- Janick Gers – gitár
- Steve Harris – basszusgitár
- Nicko McBrain – dobok